# Colostygia culotaria
Colostygia culotaria là một loài bướm đêm trong họ Geometridae.